# Alt Bukow
Alt Bukow es un municipio situado en el distrito de Rostock, en el estado federado de Mecklemburgo-Pomerania Occidental (Alemania). Tiene una población estimada, a fines de 2021, de 507 habitantes.
Es parte de la mancomunidad de municipios (en alemán, amt) de Neubukow-Salzhaff.
Está situado a orillas del mar Báltico.

## Política

### Consejo municipal y alcalde
El consejo municipal está formado por 7 miembros (incluido el alcalde). Las elecciones a la corporación municipal del 26 de mayo de 2019 tuvieron los siguientes resultados:
| Parte/Solicitante            | Porcentaje | Plazas |
| ---------------------------- | ---------- | ------ |
| Wählergemeinschaft Alt Bukow | 80,57      | 5      |
| Einzelbewerber Menski        | 11,06      | 1      |

El alcalde del municipio es Manfred Wodars, que fue elegido con el 86,36% de los votos.